# 1902 في كندا
فيما يلي قوائم الأحداث التي وقعت خلال عام 1902 في كندا.

## سياسة

### تعيين في المنصب
- 1 يناير – فرد كوك عمدة أوتاوا [الإنجليزية]‏.
- 11 فبراير – تشارلز فيتزباتريك وزير العدل [الإنجليزية]‏.

### انتهاء فترة المنصب
- 9 فبراير – تشارلز فيتزباتريك المحامي العام لكندا [الإنجليزية]‏.

## مواليد

### يناير
- 1 يناير – إيفيلين إم. ريتشاردسون كاتبة كندية.
- 1 يناير – بيتر لويس باول عالم بعلوم الإنسان كندي.
- 1 يناير – تشارلي بيلانجر
- 1 يناير – تيد فريمان سياسي كندي.
- 1 يناير – جون واتكينز دبلوماسي كندي.
- 5 يناير – ميرتل كوك
- 12 يناير – فرانك كارسون لاعب هوكي جليد كندي.

### فبراير
- 1 فبراير – جيم كين لاعب هوكي جليد كندي.
- 8 فبراير – إليك كونيل لاعب هوكي جليد كندي.
- 14 فبراير – جون كلين

### مارس
- 1 مارس – ويليام كوكبورن لاعب هوكي جليد كندي.
- 15 مارس – ويليام إرنست هاميلتون سياسي كندي.

### أبريل
- 16 أبريل – بينوا ميشو سياسي كندي.
- 26 أبريل – روس تايلور لاعب هوكي جليد كندي.
- 30 أبريل – دايفيد جونسون منافِس أوليمبي كندي.

### مايو
- 6 مايو – رالف كوان سياسي كندي.
- 7 مايو – فريدريك الكسندر كوثبرت مهندس مناظر طبيعية من الولايات المتحدة الأمريكية.
- 24 مايو – سيلفيا داوست فنانة كندية.

### يونيو
- 14 يونيو – جون هاند مُجدّف كندي.

### يوليو
- 15 يوليو – جوني مكينون لاعب هوكي جليد كندي.
- 15 يوليو – دونالد كريغتون مؤرخ كندي.
- 30 يوليو – أنتوني فينس منافِس أوليمبي كندي.

### أغسطس
- 10 أغسطس – نورما شيرر
- 11 أغسطس – آنا مونكريف هوفي
- 20 أغسطس – جورج هيستر منافِس أوليمبي كندي.
- 23 أغسطس – كارسون موريسون

### سبتمبر
- 13 سبتمبر – هارولد داراغ لاعب هوكي جليد كندي.
- 21 سبتمبر – هوي مورينز لاعب هوكي جليد كندي.
- 23 سبتمبر – بيل فيليبس لاعب هوكي جليد كندي.

### أكتوبر
- 2 أكتوبر – فرانك مكمان
- 11 أكتوبر – مايك نيفيل لاعب هوكي جليد كندي.
- 16 أكتوبر – بيرسي فيفيان سياسي كندي.
- 25 أكتوبر – ليزلي ماكفرلين
- 26 أكتوبر – آرثر لو كلارك
- 29 أكتوبر – بيرسي غريفيث ديفيز سياسي كندي.
- 29 أكتوبر – تشارلز إدوارد ريا سياسي كندي.

### نوفمبر
- 5 نوفمبر – هارولد كوتن لاعب هوكي جليد كندي.
- 23 نوفمبر – فيكتور جورى ممثل كندي.

### ديسمبر
- 23 ديسمبر – إدغار نوريس مُجدّف كندي.

## وفيات

### فبراير
- 9 فبراير – جيمس فريدريك ليستر (مواليد 1843) سياسي كندي.

### مارس
- 12 مارس – الكسندر كروفت شو (مواليد 1846) مبشّر كندي.

### أبريل
- 19 أبريل – توماس روبرتسون (مواليد 1852) سياسي كندي.

### مايو
- 14 مايو – جورج كارون (مواليد 1823) سياسي كندي.

### يوليو
- 14 يوليو – جوزيف إغناطيوس ليتل (مواليد 1835) قاضي كندي.